# La zone
La zone è un singolo del rapper italiano Rhove, pubblicato il 16 luglio 2021.
Il brano ha visto la partecipazione vocale di Shiva

## Tracce
1. La zone – 2:38